# プリーズ・ドント・タッチ
『プリーズ・ドント・タッチ』（Please Don't Touch!）は、イギリスのギタリスト、スティーヴ・ハケットが1978年に発表した2作目のスタジオ・アルバム。ジェネシス脱退後としては初のソロ・アルバムに当たる。

## 背景
本作に参加したゲスト・ミュージシャンのうちリッチー・ヘブンス、ランディ・クロフォード、チェスター・トンプソンはアフリカ系アメリカ人で、ハケットは2015年のインタビューにおいて「黒人音楽と白人音楽、イングランドとアメリカを足して割ったようなアルバムを作ってみたかった」と語っている。また、カンサスのスティーヴ・ウォルシュとフィル・イハートもレコーディングに参加した。「ナルニア」は、C・S・ルイス作の児童文学『The Lion, the Witch and the Wardrobe』に基づいて作られた。
インストゥルメンタルの「キム」は、ハケットが1983年に発表したアルバム『ベイ・オブ・キングス』でリメイクされている。

## 反響・評価
全英アルバムチャートでは5週トップ100入りし、最高38位を記録した。スウェーデンでは1978年5月5日付のアルバム・チャートで初登場23位となり、3回（6週）トップ50入りした。また、アメリカのBillboard 200では、ハケットのソロ・アルバムとしては最高の103位に達した。
Dave Connollyはオールミュージックにおいて5点満点中4点を付け「全体的な印象は寄せ集めの感もあるが、個々の曲は美しいものが多い」「『プリーズ・ドント・タッチ』は、プログレッシブ・ロックとポップを独特の、そして効果的な手法で融合した作品として価値を持ち続けている」と評している。

## 収録曲
全曲ともスティーヴ・ハケット作。
1. ナルニア - "Narnia" - 4:06
2. キャリー・オン・アップ・ザ・ヴィカリッジ - "Carry On Up the Vicarage" - 3:10
3. レーシング・イン・A - "Racing in A" - 5:07
4. キム - "Kim" - 2:13
5. ハウ・キャン・アイ? - "How Can I?" - 4:40
6. ホウピング・ラヴ・ウィル・ラスト - "Hoping Love Will Last" - 4:08
7. ランド・オブ・ア・サウザンド・オータムズ - "Land of a Thousand Autumns" - 1:56
8. プリーズ・ドント・タッチ - "Please Don't Touch" - 3:39
9. ザ・ヴォイス・オブ・ネカム - "The Voice of Necam" - 3:10
10. イカルス・アセンディング - "Icarus Ascending" - 6:22

### リマスターCDボーナス・トラック
1. ナルニア（ジョン・ペリー・ヴォーカル・ヴァージョン） - "Narnia (John Perry on vocals)" - 3:36
2. ランド・オブ・ア・サウザンド・オータムズ/プリーズ・ドント・タッチ（ライヴ） - "Land of 1000 Autumns / Please Don't Touch (Live)" - 7:52
3. ナルニア（オルタネイト・ヴァージョン） - "Narnia (Alternate version with Steve Walsh on vocals)" - 4:30

## 参加ミュージシャン
- スティーヴ・ハケット - ギター、ボーカル、キーボード、シンセサイザー、メロトロン、パーカッション、ベル、ループ、エフェクト
- スティーヴ・ウォルシュ - ボーカル(on #1, #3)
- リッチー・ヘブンス - ボーカル(on #5, #10)、パーカッション
- ランディ・クロフォード - ボーカル(on #6)
- マリア・ボンヴィノ - ソプラノ・ボーカル(on #6)
- Feydor - ボーカル(on #9)
- ダン・オーウェン - ゲスト・ボーカル(on #10)
- デイル・ニューマン - ゲスト・ボーカル(on #10)
- ジョン・ハケット - キーボード、フルート、ピッコロ、ベース・ペダル
- ジョン・アコック - キーボード
- デイヴ・レボルト - キーボード
- トム・ファウラー - ベース
- チェスター・トンプソン - ドラムス、パーカッション
- フィル・イハート - ドラムス、パーカッション
- ジェイムズ・ブラッドリー - パーカッション
- グレアム・スミス - ヴァイオリン
- ヒュー・マロイ - チェロ